# Luigi Costa
Luigi Costa (1894) è stato un calciatore italiano, di ruolo attaccante.

## Carriera
Giocò nell'Hellas Verona per quattro stagioni, tutte in massima serie, ritirandosi al termine della stagione 1919-1920 dopo aver giocato complessivamente 50 partite con 7 gol segnati.